# Roma in Estland
Roma in Estland sind seit dem 16. Jahrhundert für Estland urkundlich belegt. Sie blieben in der Geschichte des Landes eine kleine und kaum wahrgenommene Minderheit. Fast alle estnischen Roma wurden während der deutschen Besetzung Estlands (1941–1944) ermordet. Heute leben in Estland nach unterschiedlichen Schätzungen zwischen 500 und 1.500 Roma. Sie sind meist Zuwanderer aus der Zeit der sowjetischen Besetzung Estlands (1944–1991).

## Bezeichnung
Die traditionelle estnischsprachige Bezeichnung für Roma ist mustlased (Einzahl mustlane). Der Ausdruck bedeutet wörtlich der Schwarze (vgl. finnisch mustalainen). Mustlane ist im Estnischen keine abwertende Bezeichnung. Die estnische Sprachredaktionskammer empfiehlt allerdings heute auch für das Estnische den international gebräuchlichen Ausdruck rom (Mehrzahl romad).

## Anfänge
Nach einem finnischen Quellenbuch kamen Roma im Jahr 1515 über Estland nach Finnland. Die erste direkte Erwähnung von Roma in Estland geht auf das Jahr 1533 zurück. Die Aufzeichnungen des Stadtrats von Tallinn (deutsch Reval) erwähnen zwei „Zigeuner“. Sie hießen Clawes von Rottenberch und Christoffer Rottenbech. Ihre Namen legen nahe, dass beide aus Deutschland kamen.
Während des gesamten 16. Jahrhunderts zogen immer wieder Roma ins Baltikum, die aus anderen Ländern Europas vertrieben worden waren. Die ins nördliche Baltikum ziehenden Roma waren vor allem in Polen und Schweden brutalen Verfolgungen ausgesetzt. Allerdings zeigten auch in Estland die schwedischen und nach der Eroberung 1710 die russischen Behörden eine harte Hand gegen das sogenannte „Landstreichertum“, das den Roma häufig unterstellt wurde.

## 18. Jahrhundert
Am 24. Januar und am 4. November 1784 erließ der russische Senat Einschränkungen der Bewegungsfreiheit für Roma. Nach der Verordnung vom Januar wurden alle „fahrenden Zigeuner“, die von außerhalb der Grenzen des Zarenreichs eingewandert waren, Überwachungsmaßnahmen unterworfen. Sie konnten von den Behörden ausgewiesen werden. Nach der Verordnung vom November 1784 wurden „Zigeunern“ ohne Pässen lokale Reisebeschränkungen auferlegt.

## 19. Jahrhundert
Für das 19. Jahrhundert lässt sich eine stärkere Sesshaftwerdung der baltischen Roma feststellen, auch bedingt durch die zaristischen Zwangsmaßnahmen und Repressalien. Die in Estland und Livland lebenden Roma siedelten sich nicht als geschlossen-homogene Gruppe an. Zwischen einzelnen Romagruppen und -familien bestanden eher lockere Kontaktnetze, wenn auch gemischte Ehen und eine gelegentliche Zusammenarbeit nicht ausblieben.
Für das 18. und 19. Jahrhundert fehlen genaue Angaben über die Größe der Romabevölkerung im Baltikum. Die russische Volkszählung von 1897 gibt ihre Zahl im Gebiet der heutigen Staaten Estland und Lettland mit 1.750 an.
Traditionell unterschied man in Estland ab dem 19. Jahrhundert drei Gruppen von Roma: die Laiuse-Roma, die lettischen Roma und die russischen Roma.
- Die Laiuse-Roma (bzw.Lajenge Roma oder Kale) sind die kulturell bedeutendste Gruppe der Roma in Estland. Die zaristischen Behörden ordneten am 13. März 1841 an, dass sich alle Roma in Estland im Kirchspiel Laiuse (deutsch Lais) anzusiedeln hatten. Die Mehrzahl der Familien war wahrscheinlich bereits seit dem 17. Jahrhundert aus Schweden und Finnland nach Estland eingewandert.[2] Der Aufforderung leisteten 44 Personen folge, die zu sechs Roma-Familien gehörten. Ihre Familiennamen waren Indus, Maddisson, Lama, Lakak, Guruni und Welberk. Sie assimilierten sich im 19. Jahrhundert und verschmolzen fast vollständig mit der lokalen estnischen Landbevölkerung. Ihr Dialekt, eine Mischform aus Romani und Estnisch, verschwand immer mehr zugunsten des Estnischen. Die sozialen Schranken zur bäuerlichen estnischen Bevölkerung waren durchlässig. Es kam zu immer mehr Mischehen. Die Laiuse-Roma wurden überwiegend sesshaft. 1910 wurden 270 Roma in Laiuse gezählt, die 65 Familien angehörten. Als Estland 1918 seine Unabhängigkeit erklärte, waren die Grenzen zwischen Laiuse-Roma und Esten kaum noch unterscheidbar.

- Die sogenannten „lettischen Roma“ ließen sich hauptsächlich während der Zwischenkriegszeit in der ersten Hälfte des 20. Jahrhunderts im liberalen Estland an, das 1918 seine Unabhängigkeit vom russischen Reich erklärt hatte. Die Roma beherrschten die estnische Sprache meist gut. Die Toleranz des Staates gegenüber Minderheiten und die Minderheitengesetzgebung der Republik Estland galt für die 1920er Jahre als vorbildlich. Im Gegensatz zu den zahlenmäßig bedeutenderen Deutschen, Russen, Schweden und Juden in Estland hatten die Roma allerdings keinen offiziellen Status als nationale Minderheit. Sie hatten damit z. B. kein Anrecht auf Schulunterricht in ihrer Muttersprache. Estland blieb in der Zwischenkriegszeit eine weitgehend agrarisch geprägte Gesellschaft. Von der einfachen estnischen und russischen Landbevölkerung wurden die Roma meist gemieden. Sie waren den Esten als reisende Händler vor allem auf den Märkten präsent, besonders im Pferdehandel. Ein stereotypes Misstrauen gegenüber den Roma war unter der ländlichen estnischen Bevölkerung verbreitet. Die Andersartigkeit der Roma mit exotischen Kleider und ungewohnten Sitten (etwa Pfeife rauchende Frauen) faszinierte die estnische Bevölkerung und schreckte gleichermaßen ab.

- Die dritte Gruppe waren sogenannten „russischen Roma“. Sie siedelten meist in den stark russischsprachig geprägten Gebieten Estlands, vor allem am Peipussee, bei Narva und im Südosten Estlands (Setumaa). Die Region Setumaa fiel erst nach dem Friedensvertrag mit Sowjetrussland an die Republik Estland und blieb wegen ihrer russischen und russisch-orthodoxen Prägung ein sozialer, religiöser und sprachlicher Fremdkörper im estnischen Staatsverband.

Bei der estnischen Volkszählung 1934 bekannten sich 766 Personen in Estland zur Nationalität der Roma. Der estnische Sprachwissenschaftler Paul Ariste (1905–1990), der gründliche Forschungen zu den Roma in Estland betrieben hat, schätzt ihre tatsächliche Zahl kurz vor Ausbruch des Zweiten Weltkrieges auf 60 Laiuse-Roma, 800 lettische Roma und 10 russische Roma.

## Völkermord an den estnischen Roma 1941–1944
Während das Estland der Zwischenkriegszeit eine liberale Einstellung zu seinen Minderheiten vertrat, brachte der Zweite Weltkrieg durch den nationalsozialistischen Völkermord (Porajmos) das Ende der Roma in Estland.

### Erste sowjetische Besetzung Estlands (1940/1941)
Die sowjetische Besetzung Estlands im Sommer 1940 hatte zunächst wenig Auswirkungen auf das Leben der estnischen Roma, auch wenn einzelne Roma von den einsetzenden stalinistischen Deportationen betroffen waren. Die Roma in Estland waren traditionell apolitisch. Die kommunistische Idee der Gleichheit stieß durchaus auf Sympathien unter einigen Roma, wenn auch die meisten dem ideologischen Arbeitszwang, der Schulpflicht im sowjetischen Schulsystem und Kollektivierungen in der sozialistischen Gesellschaft skeptisch gegenüberstanden. Darüber hinaus waren sich die Roma der sowjetischen Verfolgungsmaßnahmen unter Stalins Großem Terror 1937/38 bewusst, dem unter der angeblichen Bekämpfung von Kriminellen und asozialen Elementen auch viele Roma zum Opfer gefallen waren.

### Deutsche Besetzung (1941–1944)

#### 1941
Im Juni 1941 eroberte die deutsche Wehrmacht das Baltikum. Unmittelbar danach setzten die ersten nationalsozialistischen Verfolgs- und Vernichtungsmaßnahmen gegen die estnischen Juden und Roma ein. Die Zahl der sesshaften Roma wird zu diesem Zeitpunkt mit 743 angegeben. Hinzu kommen etwa 2.000 fahrende Roma in Estland.
Die Terroraktionen gegen die Roma begannen im August 1941 nach der Errichtung eines Konzentrationslagers bei Tartu. Das im Juli errichtete KZ stand unter estnischer, später unter deutscher Aufsicht. Dort wurden anfänglich etwa 100 Personen inhaftiert, darunter einige Dutzend Juden und Roma. Die Mehrzahl der Inhaftierten wurde als politische Gefangene und angebliche Partisanen exekutiert. Einige nichtsesshafte Roma wurden gleichzeitig in einem Haus jenseits des nahen Flusses Emajõgi festgesetzt, nach zwei Monaten in das Konzentrationslager gebracht und dort als „Kriminelle“ hingerichtet.
Im September 1941 erließ der Präfekt der estnischen Sicherheitspolizei in Viljandi auf deutschen Befehl die Order, alle Roma in seinem Bezirk im Gefängnis von Viljandi zu inhaftieren. Die genauen Hintergründe sind nicht bekannt. Darunter waren auch Frauen, Kinder und alte Menschen. Im September 1941 gab es 30 Roma im Gefängnis von Pärnu, die als politische Häftlinge inhaftiert worden waren. Ein Großteil von ihnen wurde anschließend von der estnischen paramilitärischen Miliz Omakaitse ermordet.
Am 10. September 1941 erließ der Leiter des Sonderkommandos 1a, Martin Sandberger, den Befehl, alle Juden in Estland zu verhaften. Eine einheitliche Linie der nationalsozialistischen Rassen- und Vernichtungspolitik gegenüber den Roma war in der Praxis – im Gegensatz zur Vernichtungspolitik gegenüber den estnischen Juden – zu diesem Zeitpunkt noch nicht festzustellen. Oft entsprachen die Terrormaßnahmen gegen die Roma in Estland daher einer lokalen Willkür. In der Praxis machten die Nationalsozialisten häufig den Unterschied zwischen fahrenden und sesshaften Roma. Oft wurden Verfolgungsmaßnahmen auch an den sozialen Status geknüpft. Dies änderte sich nur wenige Wochen später.
Im Erlass des Reichskommissars für die baltischen Staaten und Weißrussland, Hinrich Lohse, vom 4. Dezember 1941 stellte dieser klar, dass die fahrenden Roma genauso wie die Juden zu behandeln seien. Vorangegangen war ein deutsches Massaker an ca. 100 Roma im lettischen Liepāja. Als Grund nannte Lohse die zweifache Gefahr, die von den fahrenden Roma ausginge: zum einen übertrügen sie Krankheiten, insbesondere Typhus; zum anderen seien sie unzuverlässige und arbeitsscheue Elemente. Allerdings wurde keine klare Grenze gezogen, wen die Nationalsozialisten als fahrende und wen als sesshafte Roma ansahen. Dies ließ den Besatzungstruppen und der örtlichen estnischen Polizei erneut relativ freie Hand bei der Verfolgung der Roma. Am 21. November 1941 erließ der Befehlshaber des Rückwärtigen Heeresgebietes Nord, General Franz von Roques, allerdings den Befehl, sesshafte Roma, von einigen Ausnahmen abgesehen, von Hinrichtungen auszunehmen.

#### 1942
Auf der Grundlage des Lohse-Erlasses, der im Januar 1942 bestätigt wurde, begannen in Estland großangelegte Registrierungen der verbliebenen Roma. Im Rahmen der sogenannten Zigeuneraktion am 19. Februar 1942 wurden die meisten von ihnen verhaftet. Fahrende Roma wurden in die lokalen estnischen Gefängnissen gebracht. Im Sommer 1942 waren etwa einhundert Roma im Tallinner Zentralgefängnis inhaftiert, von den wahrscheinlich alle später ermordet wurden. Im Gefängnis von Harku (bei Tallinn) wurde eine Inhaftierungsliste von Roma erstellt. Sie umfasste 328 Menschen, davon 170 Männer, 138 Frauen und 189 Kinder- und Jugendliche. Nur 42 von ihnen wurden als arbeitsfähig angesehen.
Ab Juni 1942 soll es nach einem internen deutschen Bericht keine fahrenden Roma mehr in Estland gegeben haben. Im Juli 1942 sah ein Entwurf des Reichskommissariats Ostland die Weisung vor, dass nunmehr auch sesshafte Roma wie Juden zu behandeln seien. Dies betraf auch die Zigeunermischlinge. Am 27. Oktober 1942 wurden unter Beteiligung des SS-Manns Heinrich Bergmann Massenexekutionen an Roma im Arbeitserziehungslager Harku durchgeführt. Insgesamt 91 Männer und 152 Frauen wurden dabei ermordet.
Die „Estnische internationale Kommission zu einer Untersuchung von Verbrechen gegen Menschlichkeit“ erstellte eine namentliche Liste von 243 estnischen Roma, die bis Oktober 1942 ermordet worden waren. Hinzu kommen vor allem Roma aus der Tschechoslowakei, die in Estland ermordet wurden.

#### 1943
Im Januar und Februar 1943 wurden alle noch nicht inhaftierten Roma in Estland unterschiedslos verhaftet. Den Befehl erteilte Martin Sandberger als Kommandeur der Sicherheitspolizei (SiPo) in Estland. Auch das Eigentum der estnischen Roma wurde konfisziert. Nahezu alle noch lebenden estnischen Roma wurden am 8. Februar 1943 nach Tallinn gebracht. Ihre genaue Zahl ist nicht bekannt. Im März 1943 wurden einige nicht-arbeitsfähige Roma, darunter zahlreiche Kleinkinder, in das Lager Jägala gebracht und im nahegelegenen Kalevi-Liiva von estnischen Sicherheitskräften unter dem Kommando von Alexander Laak und dem seines Stellvertreters Ralf Gerrets ermordet.
Ein erneuter Erlass des Reichskommissariats Ostland vom Mai 1943 legte fest, dass nunmehr alle noch arbeitsfähigen Roma anstelle der Exekution in besonderen Lagern zu inhaftieren seien. Es sollte dabei keine Unterscheidung zwischen fahrenden und sesshaften Roma gemacht werden. Wahrscheinlich gab es im Oktober 1943 aber nur noch vereinzelte Roma, die nicht inhaftiert waren. Im Frühjahr 1944 wurden wahrscheinlich die letzten von ihnen durch die deutschen Besatzer und estnische Kollaborateure ermordet.
Nach Schätzungen der „Estnischen internationalen Kommission zu einer Untersuchung von Verbrechen gegen Menschlichkeit“ wurden während der deutschen Besetzung 400 bis 1.000 Roma in Estland ermordet. Die genaue Zahl ist wahrscheinlich nicht mehr festzustellen. Weniger als sechs estnische Roma sollen den Völkermord in Estland überlebt haben.

## Nach dem Zweiten Weltkrieg
Dem Völkermord der Nationalsozialisten waren im Zweiten Weltkrieg fast alle estnischen Roma zum Opfer gefallen. Während der zweiten sowjetischen Besetzung Estlands (1944–1991) spielten sie als Minderheit in der Estnischen SSR praktisch keine Rolle.
Mit der Zugehörigkeit Estlands zur Sowjetunion kam es zu einem Zuzug von lettischen und russischen Roma nach Estland. Bei der sowjetischen Volkszählung 1959 gaben 366 Personen in der Estnischen SSR an, zur Nationalität der Roma zu gehören. Weitere Volkszählungen fanden 1970 (438 Roma), 1979 (529 Roma) und 1989 (665 Roma) statt.
In der estnischen Öffentlichkeit wurden die Roma aber kaum wahrgenommen. Lediglich der Tartuer Sprachwissenschaftler Paul Ariste hielt die Erinnerung an die estnischen Roma in seinen wissenschaftlichen Arbeiten lebendig und veröffentlichte weitere Forschungsergebnisse.

## Nach Wiedererlangung der Unabhängigkeit
Bei der Volkszählung im Jahr 2000 wurden 529 Roma verzeichnet. Davon hatten 263 die estnische Staatsangehörigkeit. 78,6 % gaben an, Romani zu beherrschen.
Heute wohnen in Estland nach unterschiedlichen Schätzungen zwischen 500 und 1.500 Roma. Ein Teil von ihnen spricht noch Romani. Sie sind in den allermeisten Fällen sesshaft.
Viele Roma leben in Estland an oder unter der unteren Einkommensgrenze. Sie sind häufig wirtschaftlich und sprachlich marginalisiert. Staatliche und kirchliche Projekte versuchen, Bildung zu vermitteln und die sozialen und beruflichen Chancen der Roma zu verbessern. 90 % der estnischen Roma sind arbeitslos.
1991 wurde die „Kulturvereinigung der estnischen Roma“ (Eestimustlaste Kultuuri Selts) gegründet. Im südestnischen Võru entstand ein Jugendkultur-Zentrum der Roma (Mustlas-Eestlasnoorte Kultuurikeskus). Interessenvertretung der estnischen Roma ist seit 2000 die „Vereinigung nordestnischer Roma“ (Põhja-Eesti Romade Ühing), die heute in ganz Estland tätig ist. Ihr Vorsitzender ist Roman Lutt. Die Vereinigung setzt sich vor allem für höhere Bildungschancen von Roma-Kindern in den estnischen Schulen ein. Sie ist Mitglied des vom estnischen Staatspräsidenten 1993 eingerichteten „Runden Tisches“ (Presidendi Rahvusvähemuste Ümarlaud), dem zentralen Dialogforum zwischen der estnischen Regierung und den in Estland lebenden ethnischen Minderheiten. Im Jahr 2002 wurde die „Roma-Vereinigung Mittelestlands“ (Kesk-Eesti Romade Ühing) gegründet.
2007 wurde ein Denkmal für die ermordeten Roma in Kalevi-Liiva eingeweiht.